# Cyttaria

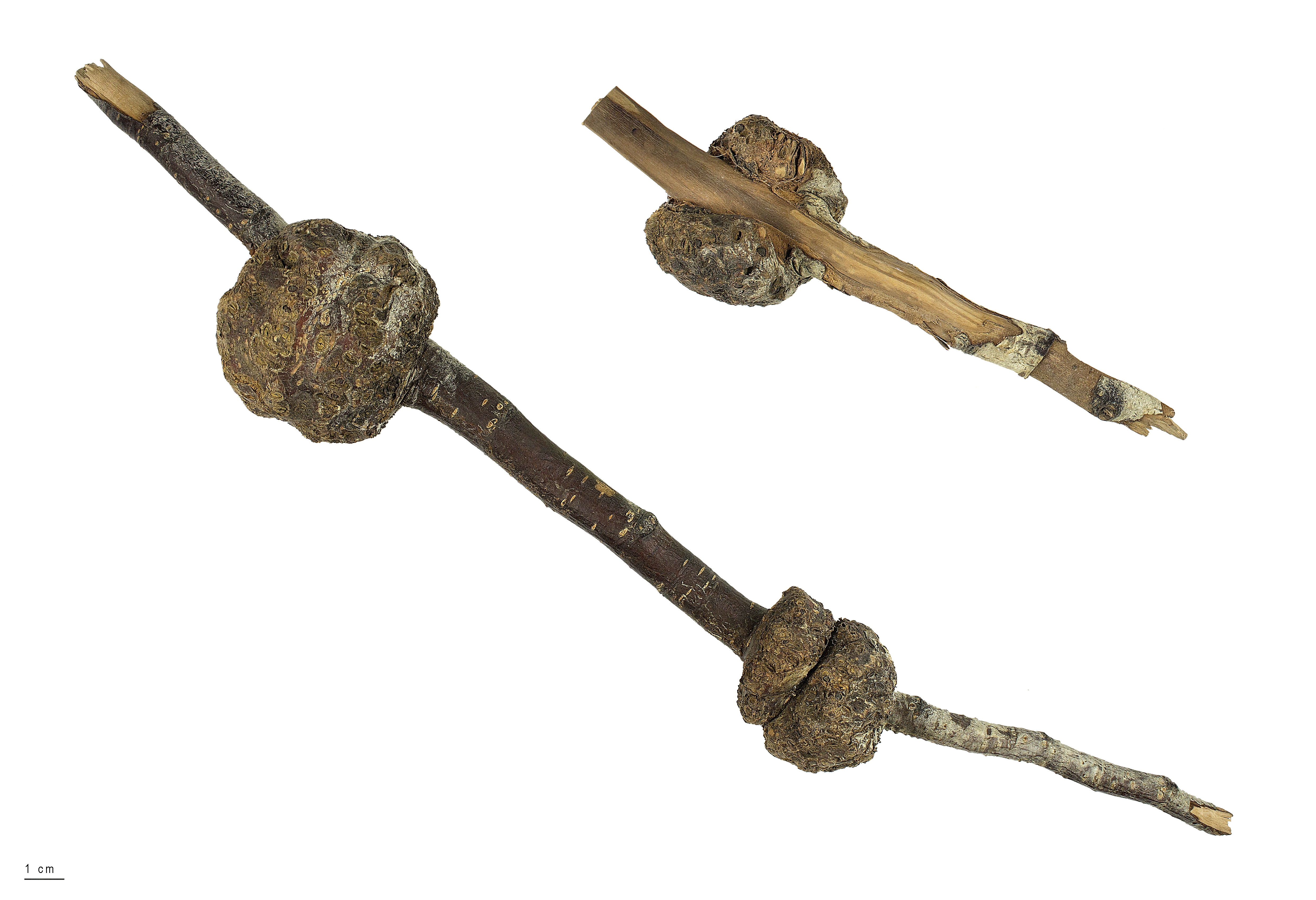
Cyttaria spec.

Cyttaria is een geslacht van fungi, uit de stam Ascomyceten. Het geslacht telt 13 soorten, die voorkomen in Zuid-Amerika en Australië. De soorten groeien vooral op bomen uit het geslacht Nothofagus. De typesoort is Cyttaria darwinii.

## Soortenlijst
Volgens Index Fungorum telt het geslacht dertien soorten (peildatum januari 2023):
| Soortnaam                | Auteur(s)     | Publicatiejaar |
| ------------------------ | ------------- | -------------- |
| Cyttaria berteroi        | Berk.         | 1842           |
| Cyttaria darwinii        | Berk.         | 1842           |
| Cyttaria espinosae       | Lloyd         | 1917           |
| Cyttaria exigua          | Gamundí       | 1971           |
| Cyttaria gunnii          | Berk.         | 1847           |
| Cyttaria hariotii        | E. Fisch.     | 1888           |
| Cyttaria hookeri         | Berk.         | 1847           |
| Cyttaria intermedia      | Palm          | 1932           |
| Cyttaria johowii         | Espinosa      | 1940           |
| Cyttaria nigra           | Rawlings      | 1956           |
| Cyttaria pallida         | Rawlings      | 1956           |
| Cyttaria purdiei         | R.E. Buchanan | 1886           |
| Cyttaria septentrionalis | D.A. Herb.    | 1930           |